# Castillo Braine
El castillo Braine es una edificación ubicada en Braine-le-Château, provincia del Brabante Valón, Valonia, Bélgica.

## Historia
En 649, la abadesa de Mons St. Waudru cedió su «terreno de Ittre», incluida Braine, al Capítulo de Mons. En consecuencia, Braine tenía un estatus político extraño ya que seguía siendo un pequeño enclave del condado de Hainaut dentro del condado de Lovaina, parte del Ducado de Brabante. Braine-le-Château era propiedad de varias familias feudales. El dominio fue comprado por Jean de Hornes en 1434 y Lamoral II Claudio Francisco de Thurn y Taxis en 1670.
Lleva el nombre de un castillo (château) construido en el lugar llamado «Les Monts». En los siglos XI y XII se erigieron dos grandes colinas artificiales en la cima de un espolón que dominaba un pueblo situado a orillas del río Hain. Se mantuvo estable hasta 1722 pero fue reconstruido en diferentes partes según el crecimiento del pueblo. A principios del siglo XIII, los señores de Trazegnies, propietarios del dominio, abandonaron el espolón y construyeron un castillo cuadrado en medio de una zona pantanosa; estaba rodeado por una triple barrera formada por las marismas, los ríos y los fosos. Situado en el corazón del pueblo, servía para controlar la carretera Nivelles-Halle. En el siglo XVI se hizo menos defensivo y más acogedor suprimiendo el ala sur y aumentando el tamaño de las ventanas, permitiendo que el sol iluminara las habitaciones. El castillo fue quemado en 1667 y renovado en 1681, con la adición de una puerta monumental. El conde Eugène Gaspard de Robiano compró el castillo en 1835 y sus descendientes aún viven allí.